# Оса (Кунгсбака)
Оса (швед. Åsa) — місцевість у Швеції, розташована у комуні Кунгсбака, округу Галланд. Населення у 2020 році становило близько 6 479 осіб.

## Історія
Оса — приморський курорт для жителів Гетеборга, на початку 20 століття також для жителів міста Бурос. Через морський туризм у місті збудували залізничний вокзал, який став однією з причин збільшення населення.  
Протягом 2000-х років кількість жителів значно зросла завдяки тому, що виріс Гетеборг. Це призвело до розширення інфраструктури, і поширення «Storgöteborg» на Галланд.

### Демографія
| 360                                    | 392 | 634 | 901 | 2486 | 2874 | 3092 | 3218 | 3369 | 6084 | 6479 |
| В період з 1965 по 2015 рік (тис. ос.) |     |     |     |      |      |      |      |      |      |      |

## Інфраструктура
Оса складається з кількох територій. Серед них Österbyn, Gårda Brygga, Kläppa, Buared, Ölmanäs і центральна Оса, де є школи та автобусні зупинки. З центральної Оси прямують автобуси до комуни Кунгсбака, місцевості Фріллесос і до міста Варберг.
На території курорту Оси є продуктовий магазин, пекарня, заправка, ресторани та кілька спеціалізованих магазинів.
У грудні 2013 року було відкрито регіональний залізничний вокзал за 1,5 кілометра від центру Оси.

## Освіта
У місцевості є дві початкові школи: Åsaskolan, де навчається приблизно 550 учнів і Åsa Gårdsskola — приблизно 350 учнів.
Löftadalen Folk High School також розташована в Осі. Щоліта протягом 1950-х і 1960-х років її використовували як дитячу колонію муніципалітетів Кіруна та Єлліваре.

## Спорт
Щороку влаштовують Кубок Оси з футболу для дівчат і хлопців, віком до 13 років. У змаганні беруть участь команди з усієї південної Швеції. 

## Відомі люди
Омар Рудберг — колишній учасник попгурту FO&O, співак та актор.